# Hôtel-Dieu de Baugé
L’hôtel-Dieu de Baugé est un ancien hôpital situé dans le bourg de Baugé, sur la commune de Baugé-en-Anjou, en France.

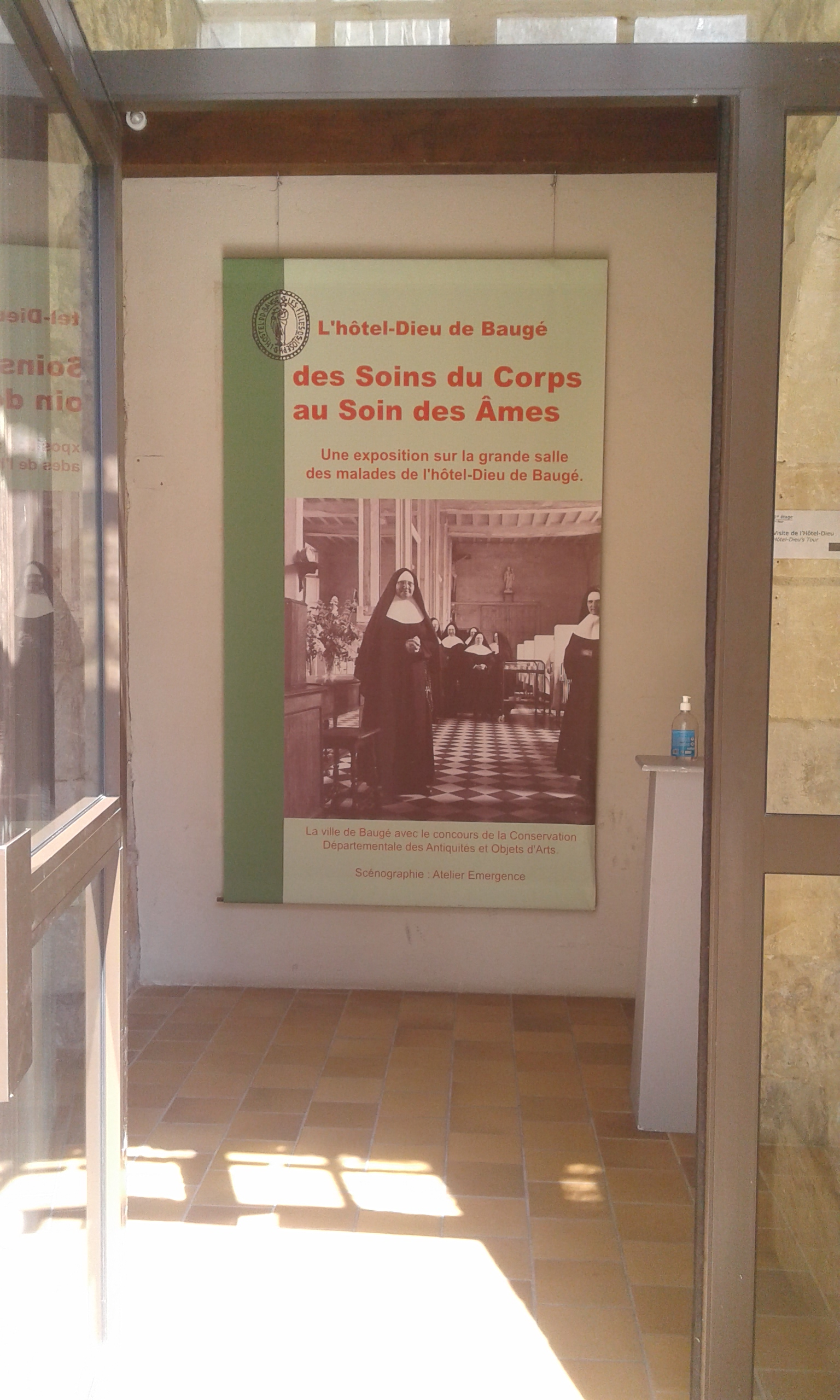
Affiche de l'exposition permanente de l'hôtel-Dieu de Baugé conçut par Mlle de Melun.

## Localisation
L'hôpital est situé dans le département français de Maine-et-Loire, sur la commune de Baugé.

## Description

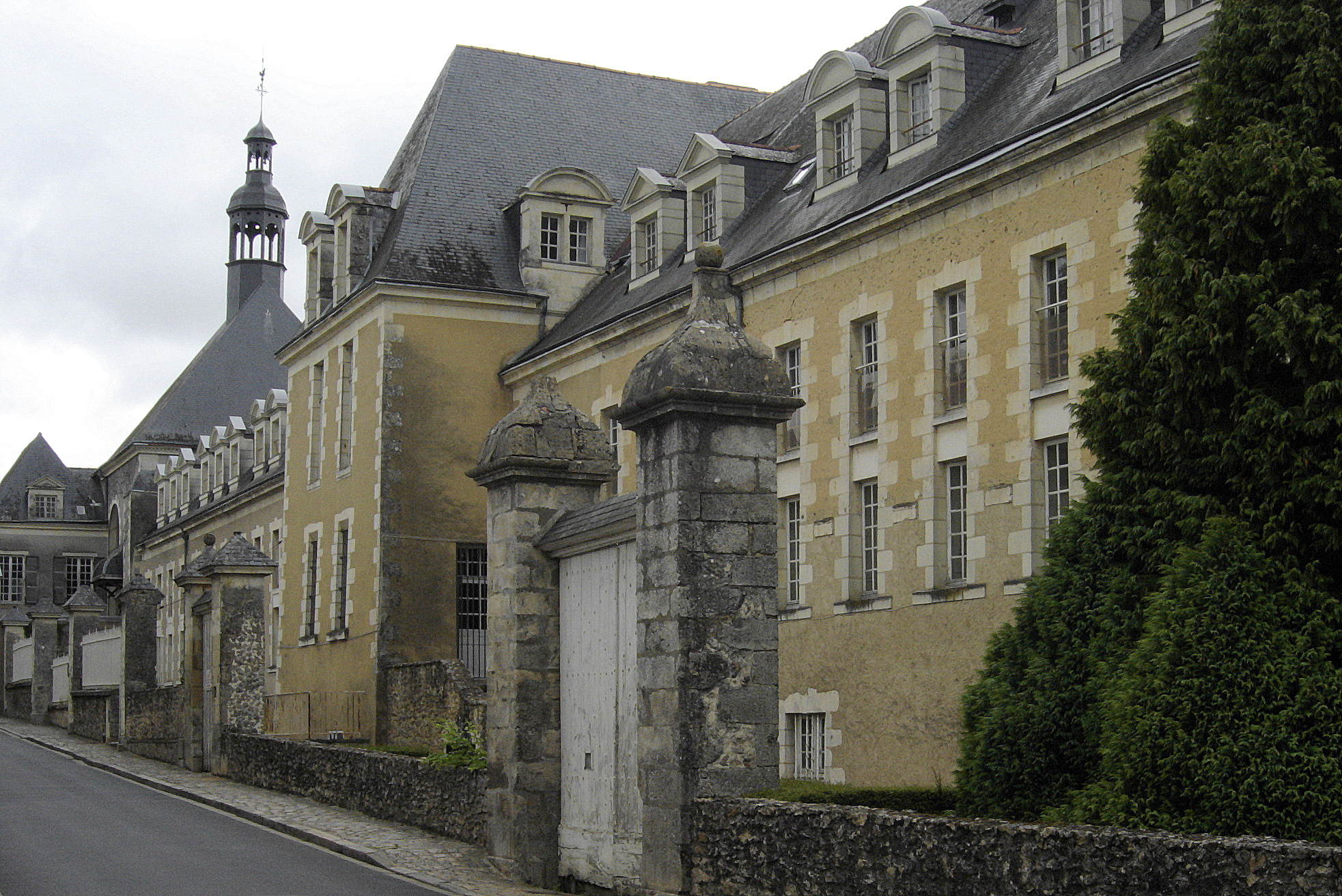
Vue extérieure.
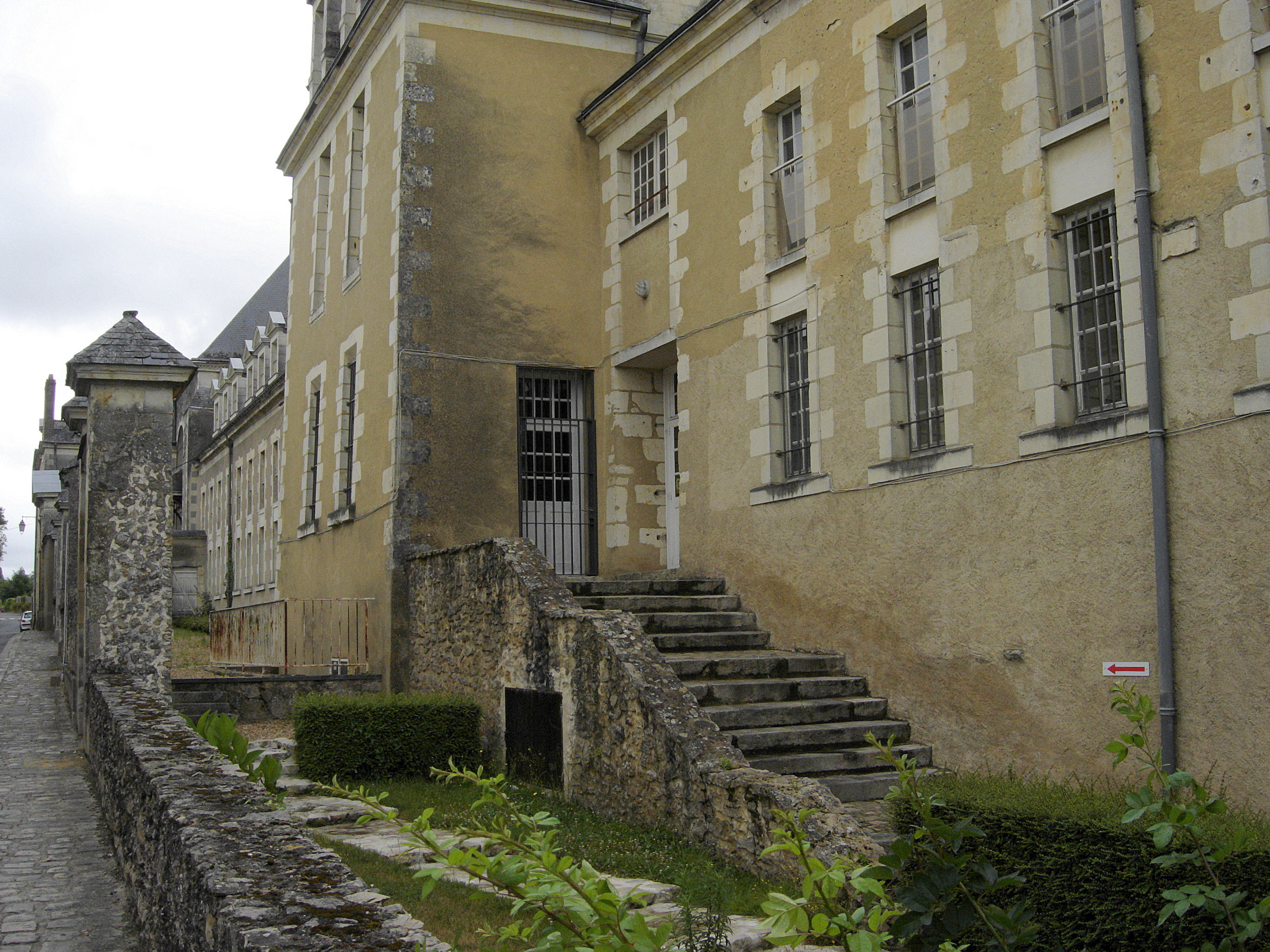
Vue extérieure.
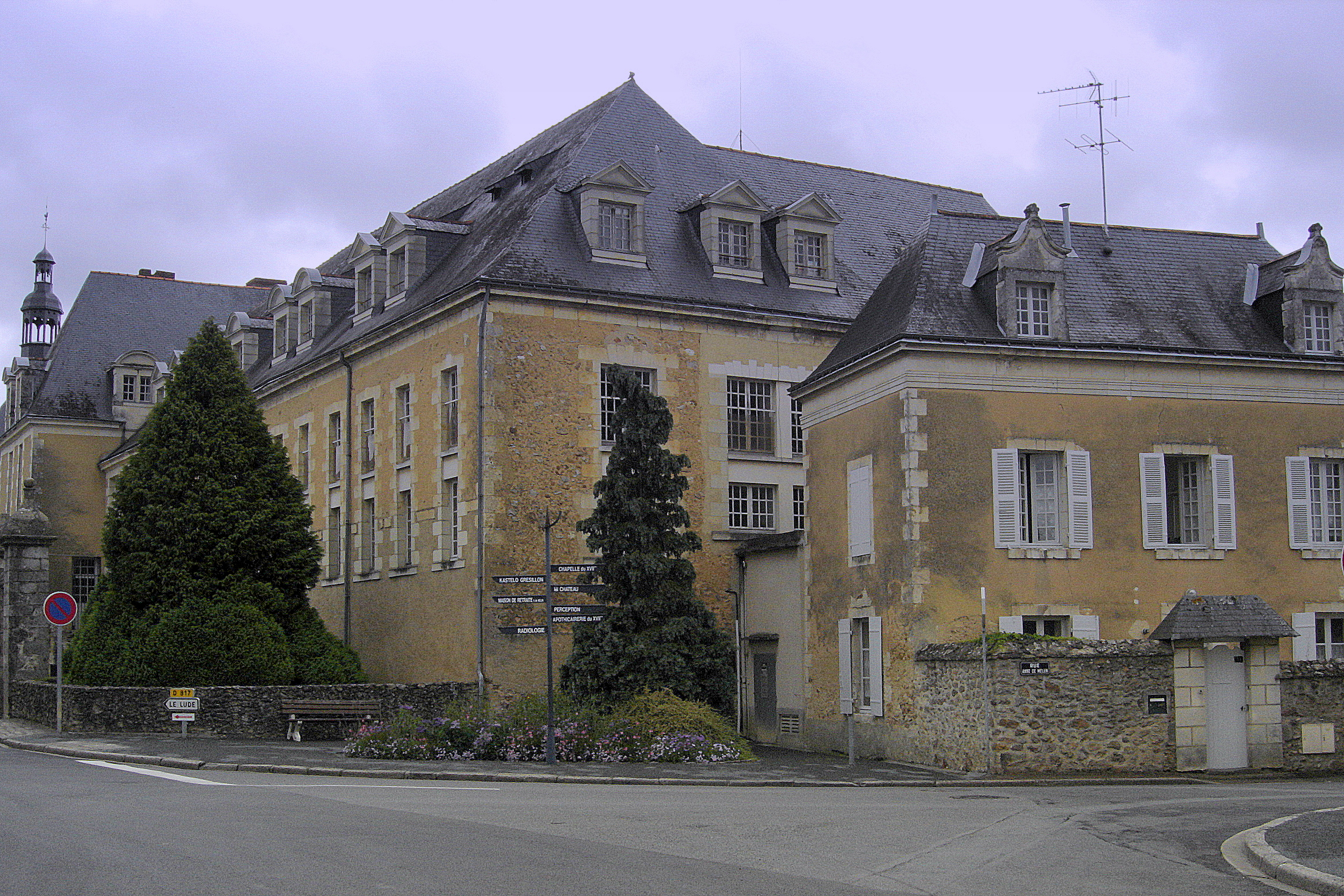
Vue extérieure.
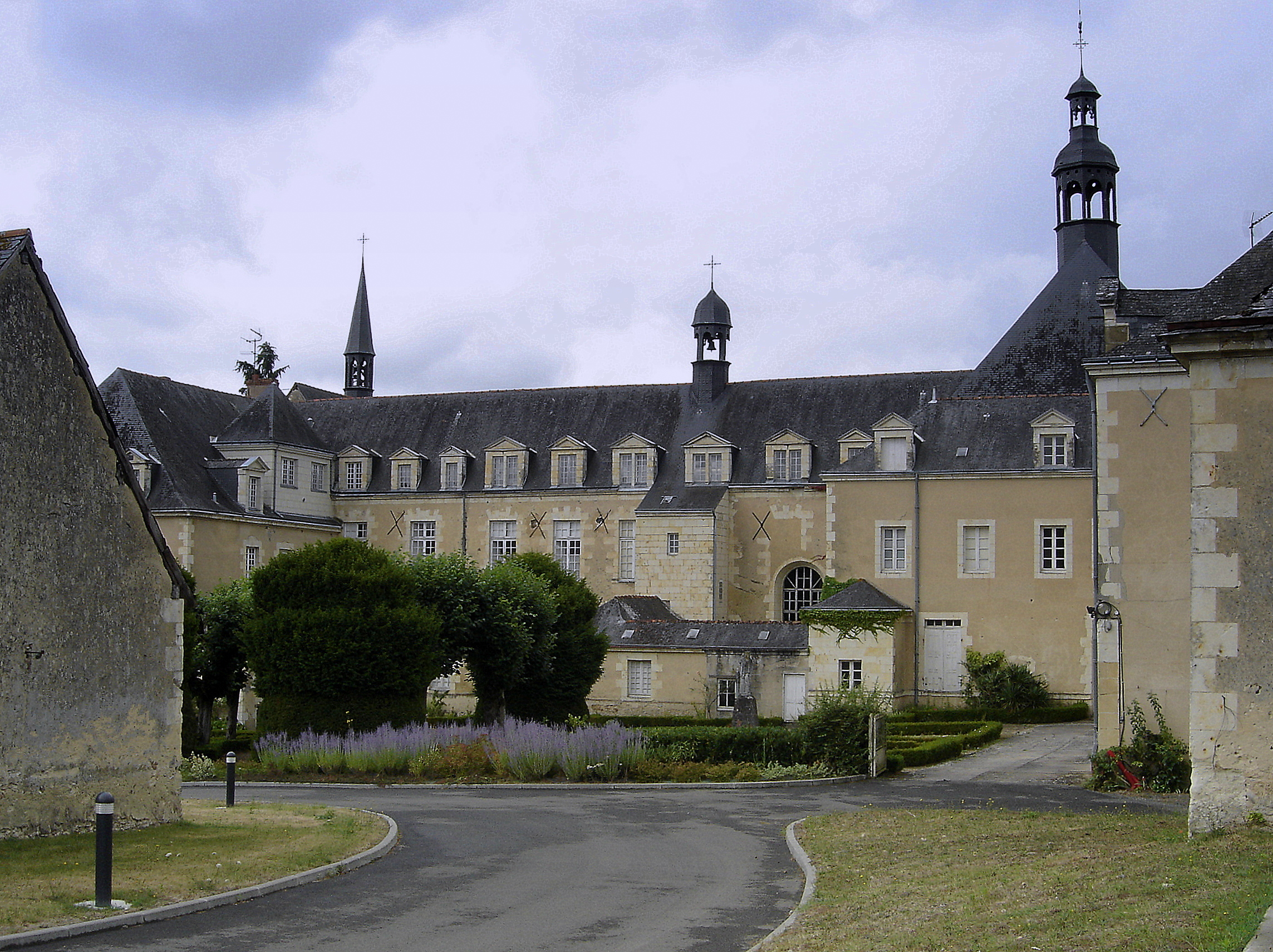
Cour intérieure.
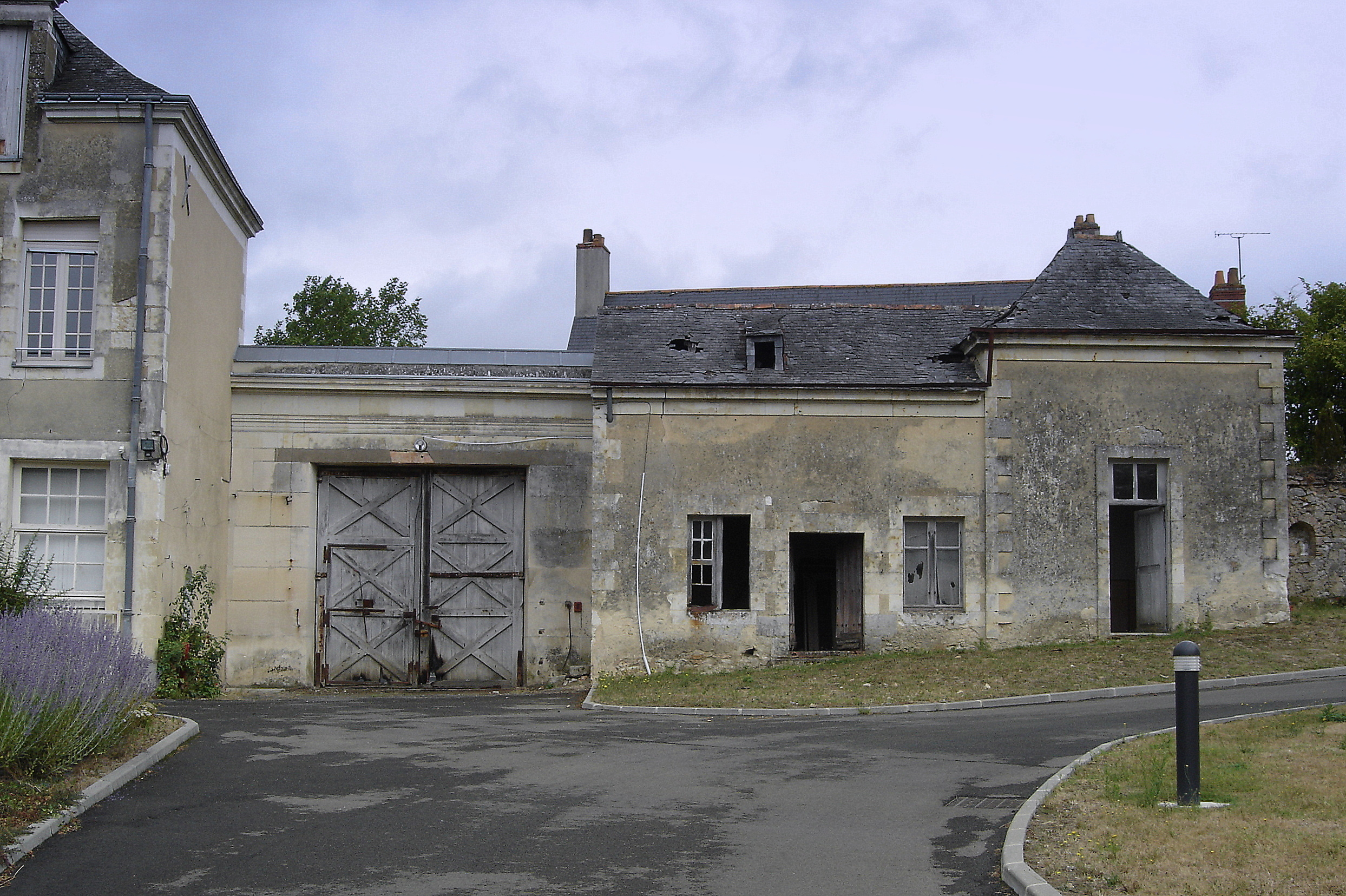
Cour intérieure.
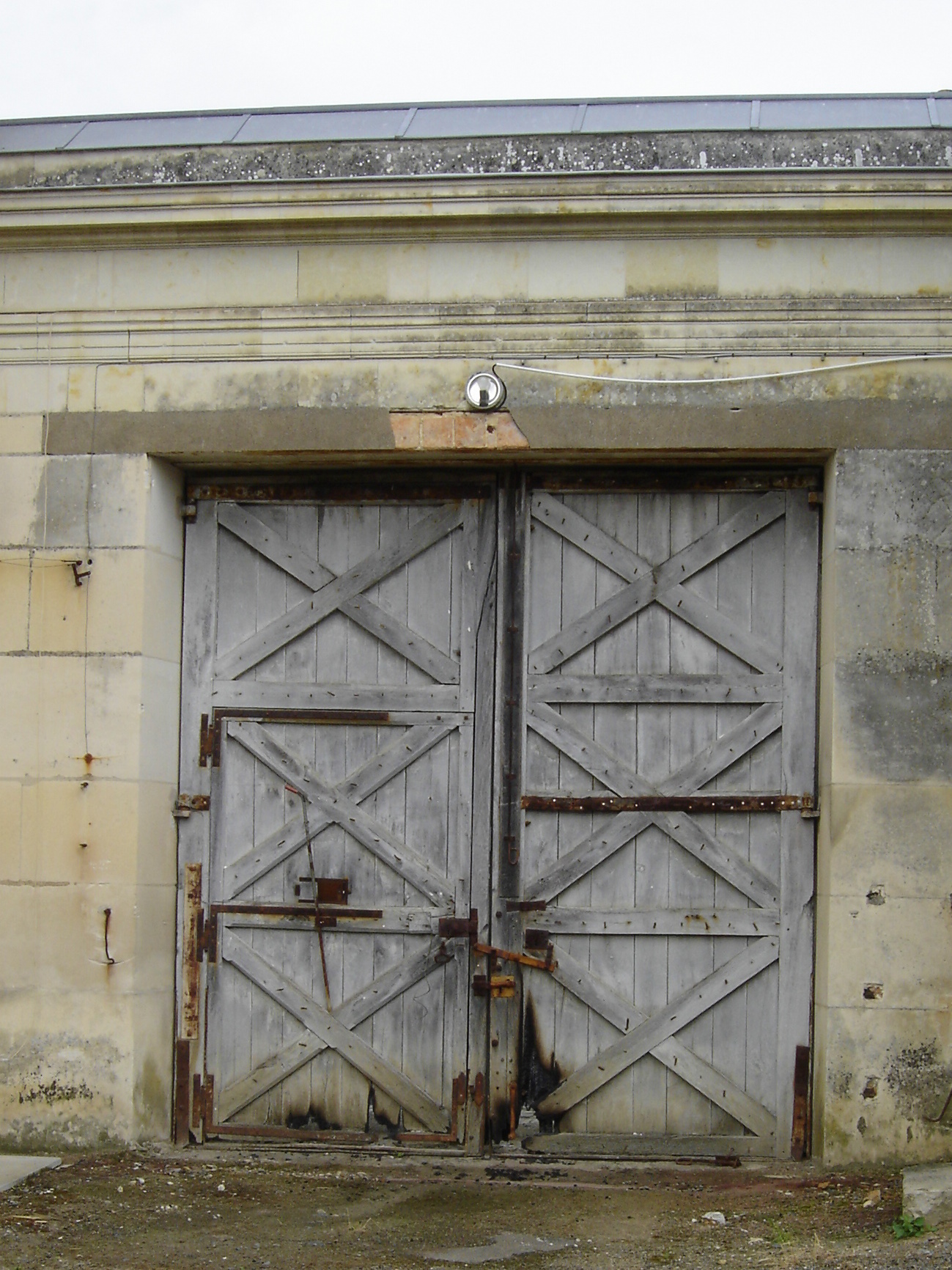
Porte.
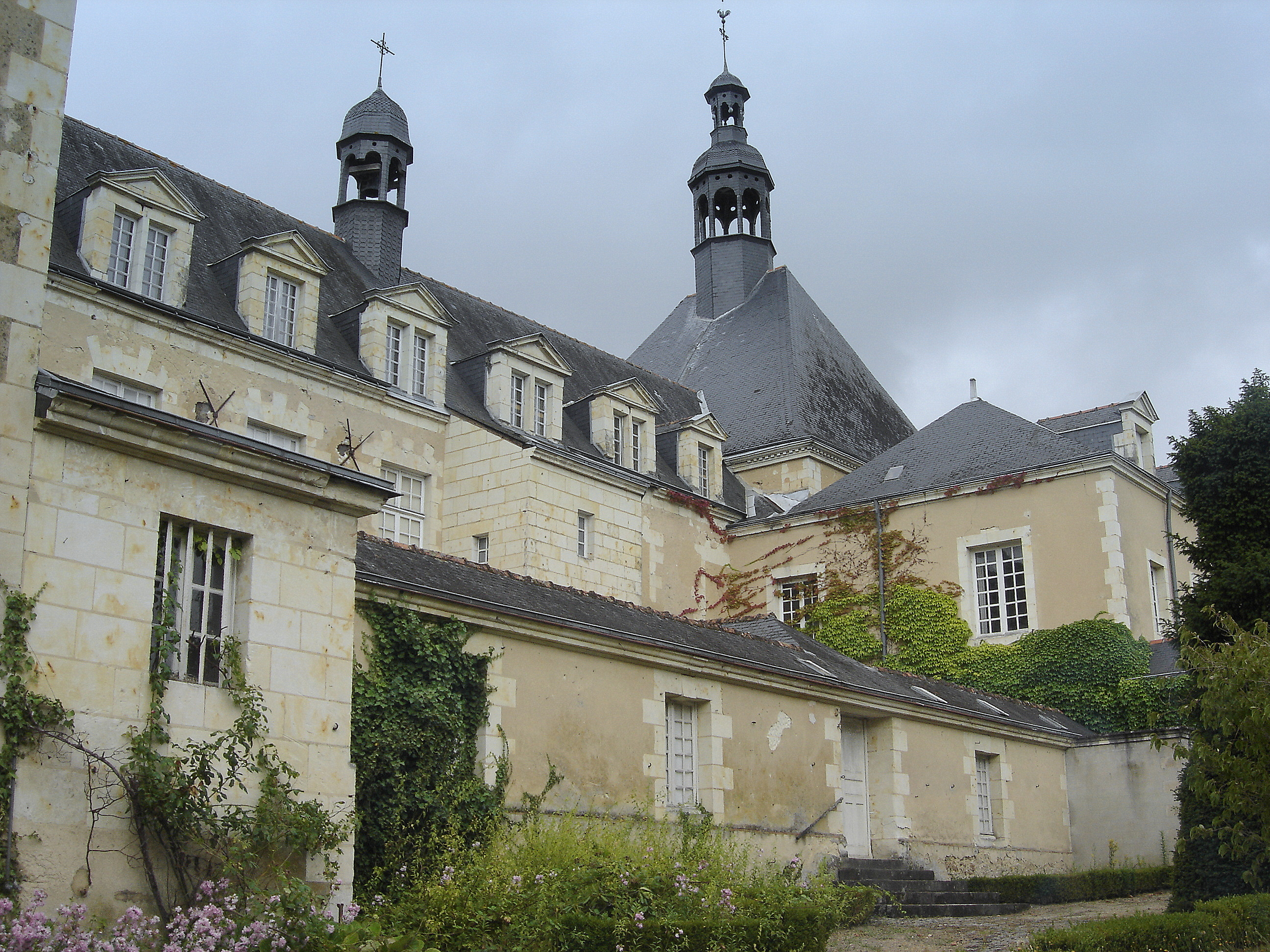
Cour intérieure.
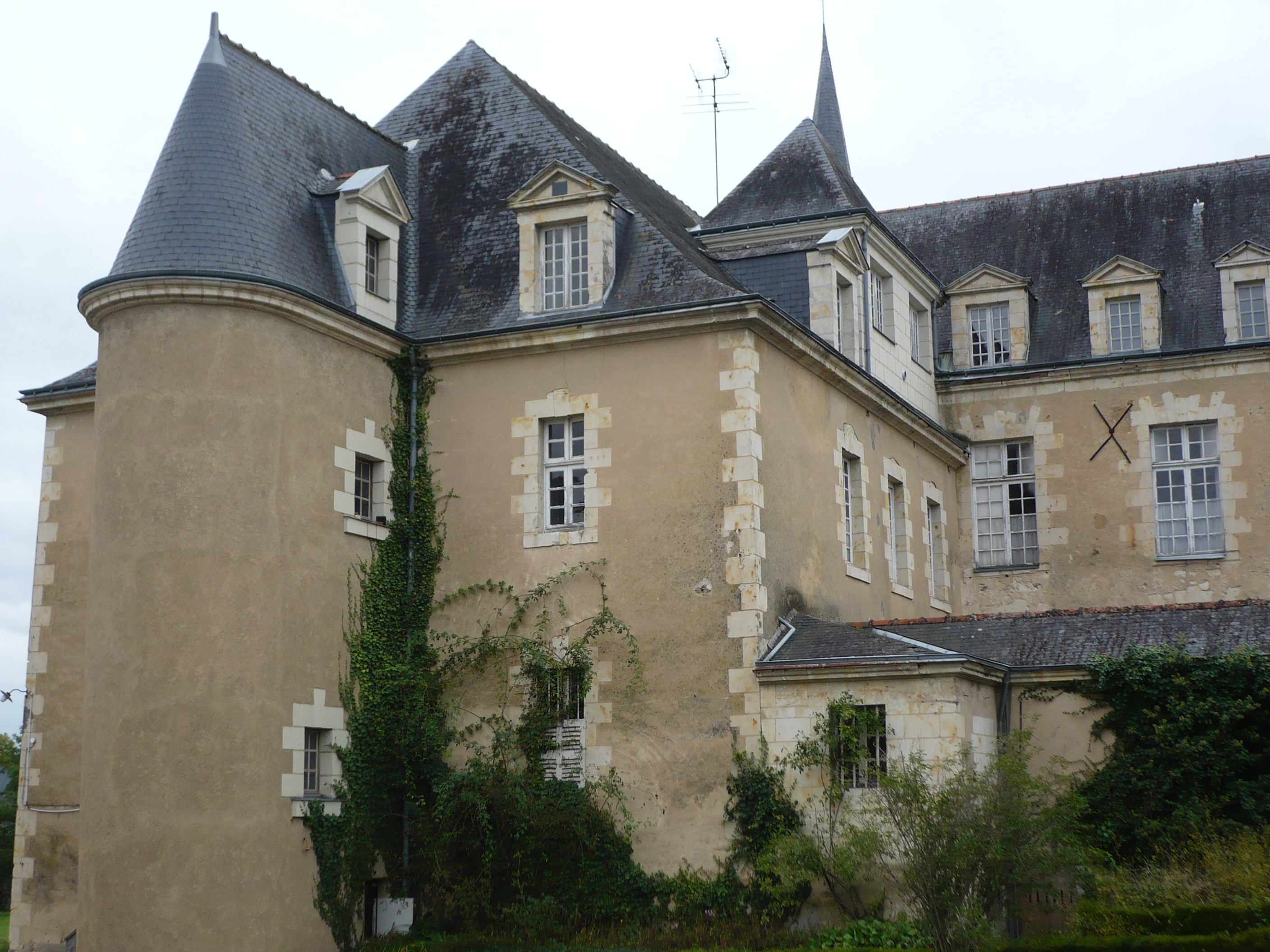
Tour.
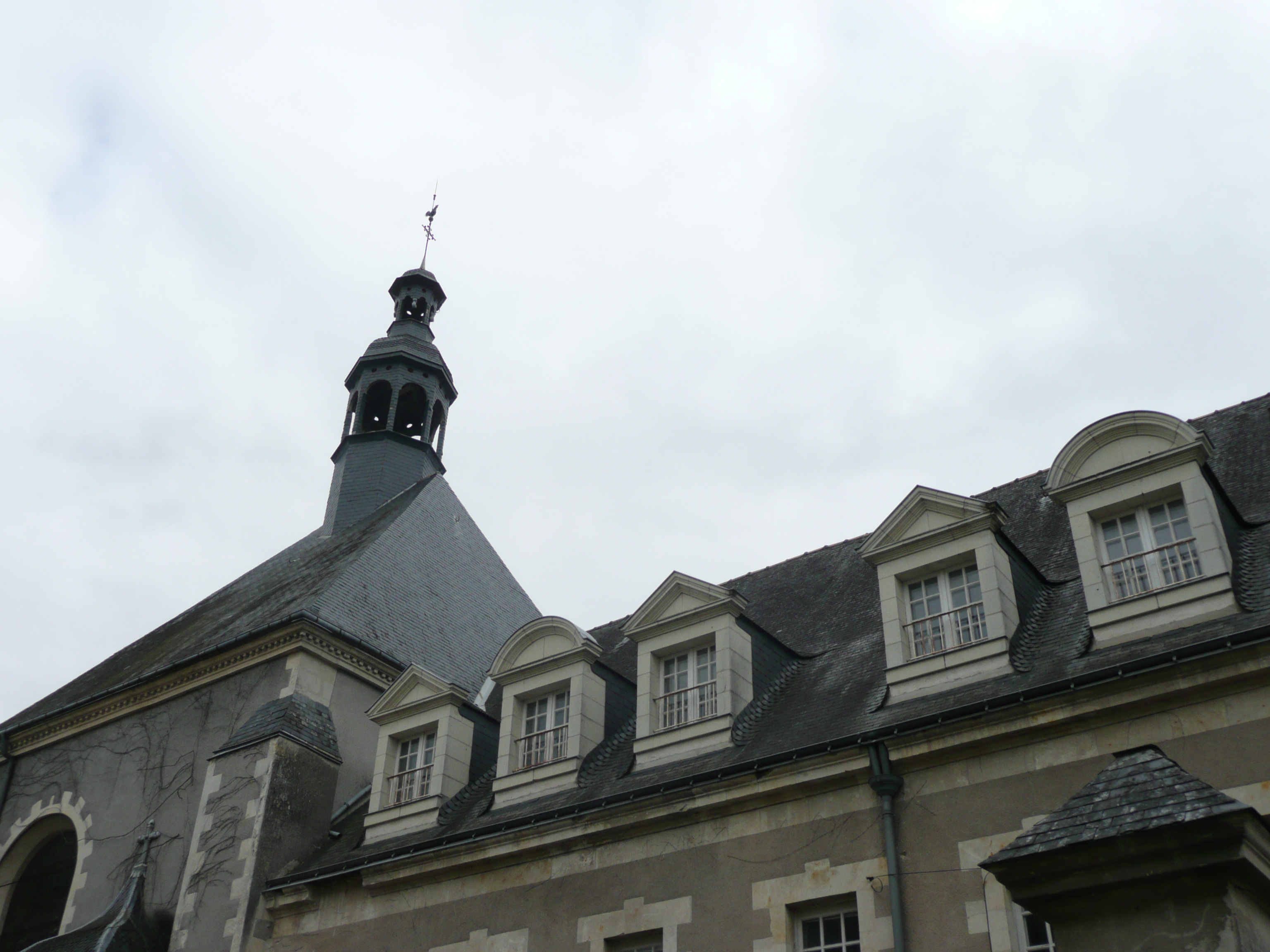
Élévation.
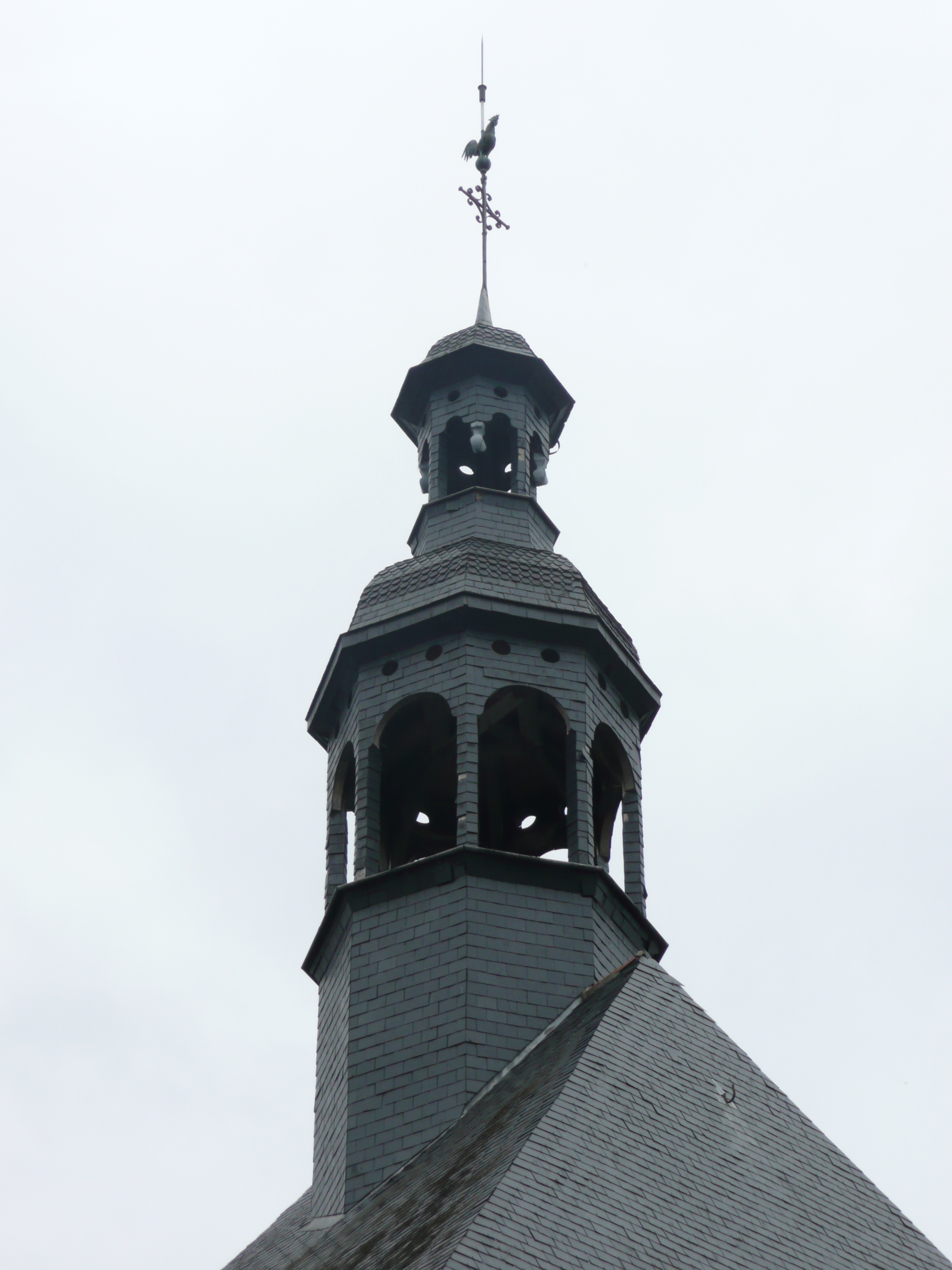
Clocheton.
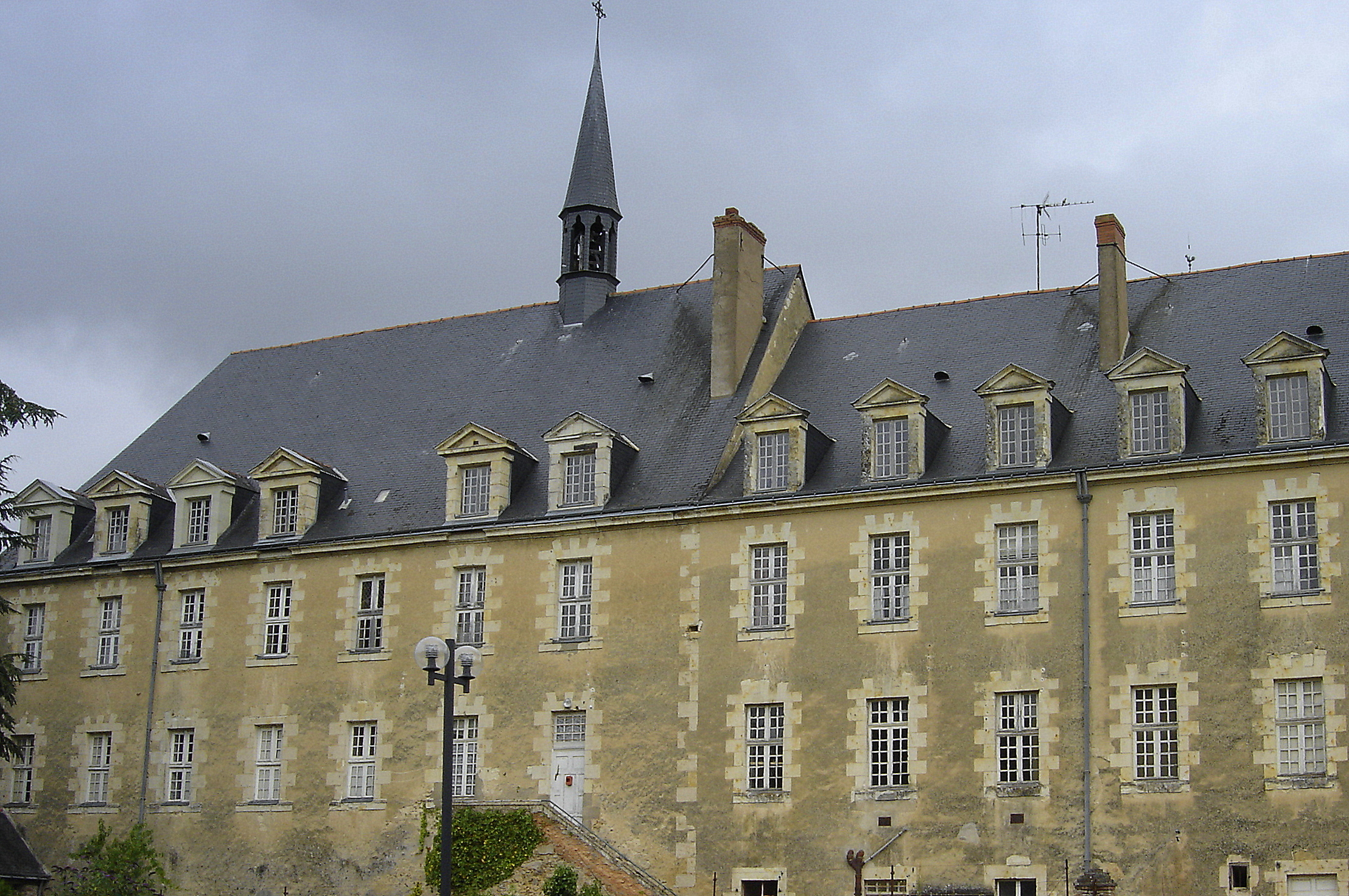
Façade.
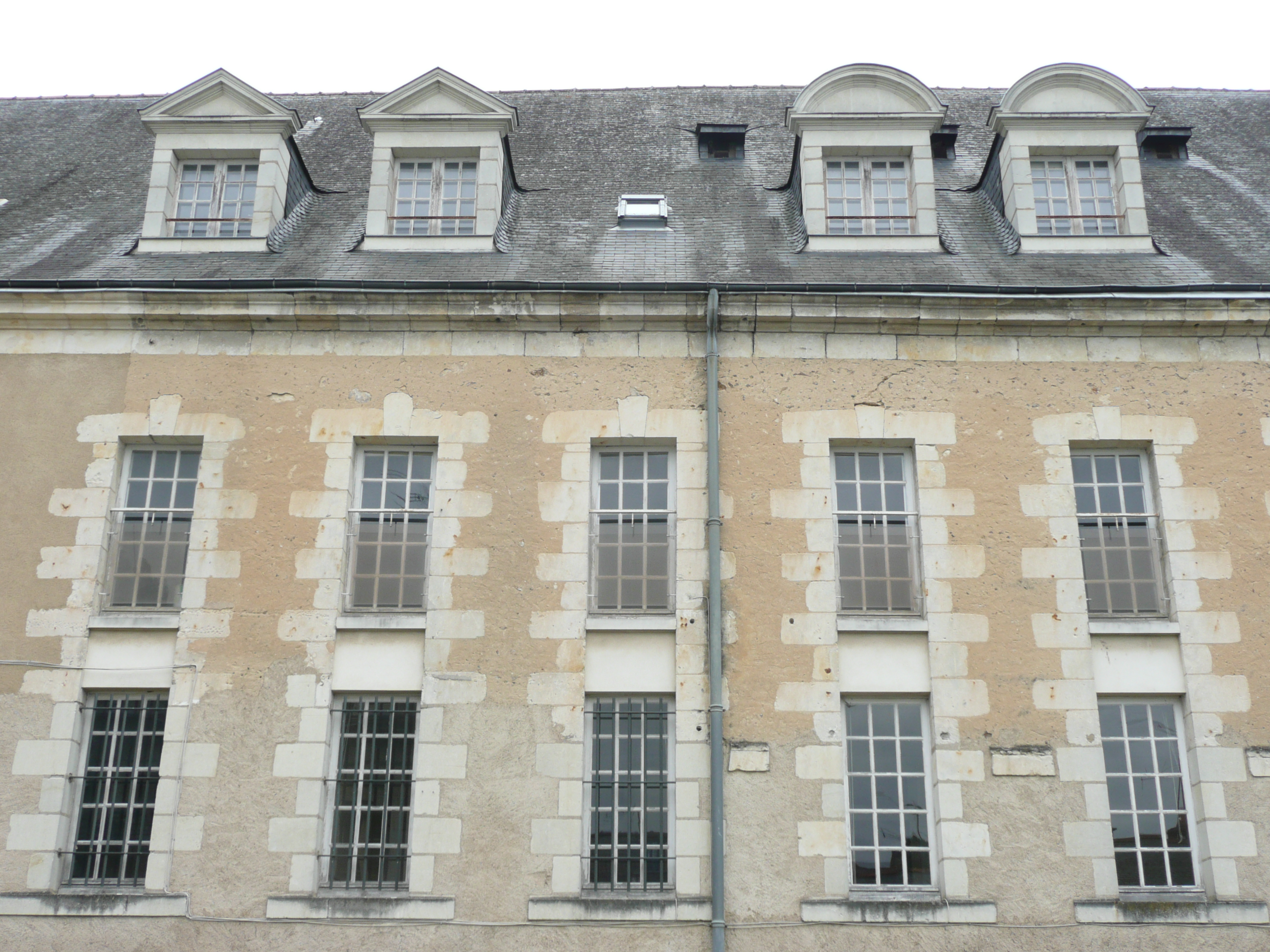
Détail de la façade.

## Historique
L’hôtel-Dieu est créé en 1643 sous l'impulsion de deux grandes amies, Marthe de la Beausse et Anne de Melun, princesse de Flandres.
L'apothicairerie est équipée en 1675, cette officine hospitalière étant tenue pendant trois siècles par des sœurs apothicaires de la communauté des hospitalières de Saint Joseph et encore en activité dans les années 1940.
L'édifice est inscrit au titre des monuments historiques en 1990 et classé en 1993.
Les locaux abritent une exposition permanente sur "Des soins du corps aux soins de l'âme " rappelant la vie de sa fondatrice Mlle de Melun et des sœurs qui en ont assuré le fonctionnement jusque dans les années 1940 avec accès à l'apothicairerie.